# Alphateam - Die Lebensretter im OP
Alphateam - Die Lebensretter im OP è una serie televisiva tedesca di genere medico prodotta da Multimedia Film- und Fernsehproduktion e trasmessa dal 1997 al 2005 dall'emittente Sat.1.
Tra gli interpreti principali, figurano Marlies Engel, Hermann Toelcke, Uwe Karpa, Franz-Hermann Hanfstingl, Moritz Lindbergh, Wolfgang Wagner, Anja Topf, Herbert Trattnigg, Oliver Hermann, Ines Mayer-Kormes, Nadja Engel, ecc.
La serie si compone di 10 stagioni, per un totale di 261 episodi: il primo episodio venne trasmesso in prima visione il 2 gennaio 1997, mentre l'ultimo episodio venne trasmesso il 3 giugno 2006.

## Trama
Protagonisti delle vicende sono i medici e gli infermieri di una clinica di Amburgo, alla cui direzione vi è inizialmente il Dottor Rainer Schirmer, poi sostituito da Uwe Carstens. In seguito Carstens morirà in un incidente stradale assieme al Dottor Schaller.

## Episodi
| Stagione         | Puntate | Prima TV Germania | Prima TV Italia |
| ---------------- | ------- | ----------------- | --------------- |
| Prima stagione   | 27      | 1997              | inedita         |
| Seconda stagione | 26      | 1997              | inedita         |
| Terza stagione   | 26      | 1998              | inedita         |
| Quarta stagione  | 26      | 1999              | inedita         |
| Quinta stagione  | 26      | 2000              | inedita         |
| Quinta stagione  | 26      | 2001              | inedita         |
| Settima stagione | 26      | 2002              | inedita         |
| Ottava stagione  | 26      | 2003              | inedita         |
| Nona stagione    | 26      | 2004              | inedita         |
| Decima stagione  | 26      | 2005              | inedita         |

## Personaggi e interpreti
- Dottor Rainer Schirmer, interpretato da Franz-Hermann Hanfstingl. È il direttore della clinica.[1]
- Dott. Uwe Carstens, interpretato da Oliver Hermann. È il sostituto di Schirmer alla direzione della clinica.[1]
- Gisela Ebert, interpretata da Marlies Engel. È la capo infermiera.[2]